# Печане
44°38′ пн. ш. 15°43′ сх. д. / 44.64° пн. ш. 15.72° сх. д.
Печане (хорв. Pećane) — населений пункт у Хорватії, у Лицько-Сенській жупанії у складі громади Удбина.

## Населення
Населення за даними перепису 2011 року становило 35 осіб.
Динаміка чисельності населення поселення:

## Клімат
Середня річна температура становить 8,68 °C, середня максимальна – 23,57 °C, а середня мінімальна – -7,94 °C. Середня річна кількість опадів – 1259 мм.
| Клімат поселення                              | Клімат поселення | Клімат поселення | Клімат поселення | Клімат поселення | Клімат поселення | Клімат поселення | Клімат поселення | Клімат поселення | Клімат поселення | Клімат поселення | Клімат поселення | Клімат поселення | Клімат поселення |
| Показник                                      | Січ.             | Лют.             | Бер.             | Квіт.            | Трав.            | Черв.            | Лип.             | Серп.            | Вер.             | Жовт.            | Лист.            | Груд.            |                  |
| Середній максимум, °C                         | 5,77             | 7,19             | 10,66            | 14,82            | 19,65            | 23,08            | 23,57            | 23,38            | 19,11            | 14,10            | 8,73             | 4,75             |                  |
| Середня температура, °C                       | −1,07            | 0,34             | 3,79             | 7,97             | 12,80            | 16,24            | 18,64            | 18,44            | 14,18            | 9,16             | 3,81             | −0,17            |                  |
| Середній мінімум, °C                          | −7,94            | −6,52            | −3,06            | 1,12             | 5,94             | 9,38             | 13,71            | 13,53            | 9,25             | 4,25             | −1,13            | −5,1             |                  |
| Норма опадів, мм                              | 90               | 92               | 95               | 106              | 94               | 93               | 71               | 83               | 121              | 134              | 156              | 124              |                  |
| Середньомісячна швидкість вітру, м/с          | 1.96             | 2.08             | 2.34             | 2.28             | 2.11             | 1.88             | 1.83             | 1.72             | 1.82             | 1.94             | 2.13             | 2.18             |                  |
| Середньомісячна сонячна радіація, кДж/м²·день | 4614             | 7350             | 10827            | 15313            | 19458            | 21598            | 23134            | 20107            | 14765            | 9491             | 5023             | 3844             |                  |
| --------------------------------------------- | ---------------- | ---------------- | ---------------- | ---------------- | ---------------- | ---------------- | ---------------- | ---------------- | ---------------- | ---------------- | ---------------- | ---------------- | ---------------- |
| Джерело:                                      |                  |                  |                  |                  |                  |                  |                  |                  |                  |                  |                  |                  |                  |